# (12802) Hagino
(12802) Hagino est un astéroïde de la ceinture principale.

## Description
(12802) Hagino est un astéroïde de la ceinture principale. Il fut découvert le 15 décembre 1995 à Ōizumi par Takao Kobayashi. Il présente une orbite caractérisée par un demi-grand axe de 2,42 UA, une excentricité de 0,15 et une inclinaison de 3,6° par rapport à l'écliptique.

## Compléments